# Prima Categoria Lombardia 1959-1960
Il campionato di calcio di Prima Categoria 1959-1960 è stato il massimo torneo dilettantistico italiano. A carattere regionale, fu il primo con questo nome dopo la riforma voluta da Zauli del 1958.
Da questa stagione gli ex "Campionati Nazionali Dilettanti" cambiano denominazione in Campionati di Prima Categoria e la ex "Lega Regionale Lombarda" cambia nome in Comitato Regionale Lombardo.
Se la regola prevedeva la promozione dei campioni regionali, era data facoltà alla Lega Semipro di respingere le vincitrici sulla base di criteri finanziari: fu questo il caso della Lombardia che si vide rimbalzare l'Unione Sportiva Aurora Desio 1922, anche se il ricorso del Comitato Regionale portò al ripescaggio a tavolino della Trevigliese.

## Girone A

### Squadre partecipanti
| Squadra                | Città (provincia)         | Stagione precedente |
| ---------------------- | ------------------------- | ------------------- |
| A.C. Angelo Antonini   | Sarezzo (BS)              |                     |
| U.S. Bagnolese         | Bagnolo Mella (BS)        |                     |
| A.C. Beretta           | Gardone Val Trompia (BS)  |                     |
| U.S. Breno             | Breno (BS)                |                     |
| F.B.C. Chiari          | Chiari (BS)               |                     |
| G.S. Clarense          | Chiari (BS)               |                     |
| Pol. Darfense          | Darfo Boario Terme (BS)   |                     |
| U.S. Desenzano         | Desenzano del Garda (BS)  |                     |
| C.S. Falco             | Albino (BG)               |                     |
| U.S. Gandinese         | Gandino (BG)              |                     |
| U.S. Ghedi             | Ghedi (BS)                |                     |
| C.R.A.L. Ilva Lovere   | Lovere (BG)               |                     |
| U.S. Nembrese David    | Nembro (BG)               |                     |
| A.S. Orceana           | Orzinuovi (BS)            |                     |
| A.C. Toscolano Maderno | Toscolano Maderno (BS)    |                     |
| U.S. Villanovese       | Villanuova sul Clisi (BS) |                     |

### Classifica finale
|  | Pos. | Squadra           | Pt | G  | V  | N  | P  | GF | GS | DR  |
|  | ---- | ----------------- | -- | -- | -- | -- | -- | -- | -- | --- |
|  | 1.   | Chiari            | 45 | 30 | 21 | 3  | 6  | 75 | 27 | +48 |
|  | 2.   | Ilva Lovere       | 44 | 30 | 18 | 8  | 4  | 57 | 29 | +28 |
|  | 3.   | Beretta Gardone   | 36 | 30 | 14 | 8  | 8  | 50 | 40 | +10 |
|  | 4.   | Nembrese David    | 34 | 30 | 14 | 6  | 10 | 46 | 44 | +2  |
|  | 5.   | Bagnolese         | 33 | 30 | 12 | 9  | 9  | 62 | 44 | +18 |
|  | 5.   | Darfense          | 33 | 30 | 13 | 7  | 10 | 43 | 30 | +13 |
|  | 7.   | Toscolano Maderno | 32 | 30 | 11 | 10 | 9  | 50 | 36 | +14 |
|  | 8.   | Villanovese       | 30 | 30 | 11 | 8  | 11 | 45 | 45 | 0   |
|  | 9.   | Falco             | 28 | 30 | 10 | 8  | 12 | 44 | 65 | -21 |
|  | 10.  | Orceana           | 27 | 30 | 9  | 9  | 12 | 52 | 46 | +6  |
|  | 10.  | Desenzano         | 27 | 30 | 9  | 9  | 12 | 53 | 54 | -1  |
|  | 10.  | Angelo Antonini   | 27 | 30 | 10 | 7  | 13 | 37 | 48 | -11 |
|  | 13.  | Clarense          | 25 | 30 | 6  | 13 | 11 | 32 | 48 | -16 |
|  | 14.  | Breno             | 23 | 30 | 7  | 9  | 14 | 45 | 64 | -19 |
|  | 15.  | Ghedi             | 22 | 30 | 9  | 4  | 17 | 38 | 67 | -29 |
|  | 16.  | Gandinese         | 14 | 30 | 4  | 6  | 20 | 23 | 65 | -42 |

Legenda:
      Ammesso alle finali nazionali.
      Retrocesso in Seconda Categoria.
Regolamento:
Due punti a vittoria, uno a pareggio, zero a sconfitta.

## Girone B

### Squadre partecipanti
| Squadra                  | Città (provincia)     | Stagione precedente |
| ------------------------ | --------------------- | ------------------- |
| U.S. Aurora Desio 1922   | Desio (MI)            |                     |
| A.S.C.O. Cabiate         | Cabiate (CO)          |                     |
| F.C. Cantù               | Cantù (CO)            |                     |
| U.S. Caratese            | Carate Brianza (MI)   |                     |
| U.S. Chiavennese         | Chiavenna (SO)        |                     |
| Pol. Erbese              | Erba (CO)             |                     |
| S.S. Luciano Manara      | Barzanò (CO)          |                     |
| U.S. Mariano             | Mariano Comense (CO)  |                     |
| G.S. Mobilieri Bovisio   | Bovisio Masciago (MI) |                     |
| U.S. Morbegnese          | Morbegno (SO)         |                     |
| S.S. Pro Lissone         | Lissone (MI)          |                     |
| S.C. Rilsan Snia Viscosa | Cesano Maderno (MI)   |                     |
| A.S. Seveso              | Seveso (MI)           |                     |
| U.S. Tiranese            | Tirano (SO)           |                     |
| U.S. Vis Casatese        | Casatenovo (CO)       |                     |
| A.S. Vis Nova            | Giussano (MI)         |                     |

### Classifica finale
|  | Pos. | Squadra             | Pt | G  | V  | N  | P  | GF | GS | DR  |
|  | ---- | ------------------- | -- | -- | -- | -- | -- | -- | -- | --- |
|  | 1.   | Aurora Desio        | 43 | 30 | 18 | 7  | 5  | 59 | 28 | +31 |
|  | 2.   | Caratese            | 40 | 30 | 15 | 10 | 5  | 78 | 33 | +45 |
|  | 3.   | Erbese              | 38 | 30 | 15 | 8  | 7  | 55 | 29 | +26 |
|  | 4.   | Tiranese            | 35 | 30 | 17 | 1  | 12 | 58 | 42 | +16 |
|  | 4.   | Mobilieri Bovisio   | 35 | 30 | 15 | 5  | 10 | 58 | 44 | +14 |
|  | 6.   | Rilsan Snia Viscosa | 32 | 30 | 12 | 8  | 10 | 53 | 45 | +8  |
|  | 6.   | Pro Lissone         | 32 | 30 | 12 | 8  | 10 | 50 | 44 | +6  |
|  | 6.   | Vis Nova            | 32 | 30 | 12 | 8  | 10 | 38 | 44 | -6  |
|  | 9.   | Vis Casatese        | 31 | 30 | 12 | 7  | 11 | 44 | 40 | +4  |
|  | 9.   | Luciano Manara      | 31 | 30 | 12 | 7  | 11 | 34 | 35 | -1  |
|  | 9.   | Morbegnese          | 31 | 30 | 11 | 9  | 10 | 38 | 55 | -17 |
|  | 12.  | Chiavennese         | 25 | 30 | 9  | 7  | 14 | 47 | 57 | -10 |
|  | 13.  | ASCO Cabiate        | 21 | 30 | 6  | 9  | 15 | 36 | 67 | -31 |
|  | 14.  | Seveso              | 20 | 30 | 7  | 6  | 17 | 37 | 60 | -23 |
|  | 15.  | Mariano(-1)         | 17 | 30 | 4  | 10 | 16 | 37 | 57 | -20 |
|  | 16.  | Cantù               | 16 | 30 | 5  | 6  | 19 | 24 | 66 | -42 |

Legenda:
      Ammesso alle finali nazionali.
      Retrocesso in Seconda Categoria.
Regolamento:
Due punti a vittoria, uno a pareggio, zero a sconfitta.

## Girone C

### Squadre partecipanti
| Squadra                | Città (provincia)          | Stagione precedente |
| ---------------------- | -------------------------- | ------------------- |
| C.R.A.L. A.T.M.        | Milano                     |                     |
| U.S. Caravaggio C.S.I. | Caravaggio (BG)            |                     |
| A.C. Cassano           | Cassano d'Adda (MI)        |                     |
| A.S. Cernusco          | Cernusco sul Naviglio (MI) |                     |
| A.S.C. Cinisello       | Cinisello Balsamo (MI)     |                     |
| U.S. Concorezzese      | Concorezzo (MI)            |                     |
| S.S. Dalmine           | Dalmine (BG)               |                     |
| A.S. Erminio Giana     | Gorgonzola (MI)            |                     |
| S.S. Fulgor Canonica   | Canonica d'Adda (BG)       |                     |
| U.S. Melzo             | Melzo (MI)                 |                     |
| A.S. Padernese         | Paderno d'Adda (CO)        |                     |
| S.S. Singer            | Milano                     |                     |
| C.S. Trevigliese       | Treviglio (BG)             |                     |
| S.S. Tritium           | Trezzo sull'Adda (MI)      |                     |
| A.C. Villasanta        | Villasanta (MI)            |                     |
| U.S. Vimercatese       | Vimercate (MI)             |                     |

### Classifica finale
|  | Pos. | Squadra         | Pt | G  | V  | N  | P  | GF | GS | DR  |
|  | ---- | --------------- | -- | -- | -- | -- | -- | -- | -- | --- |
|  | 1.   | Trevigliese     | 50 | 30 | 23 | 4  | 3  | 53 | 19 | +34 |
|  | 2.   | Vimercatese     | 43 | 30 | 18 | 7  | 5  | 64 | 28 | +36 |
|  | 3.   | Cinisello       | 41 | 30 | 17 | 7  | 6  | 71 | 30 | +41 |
|  | 4.   | Melzo           | 38 | 30 | 16 | 6  | 8  | 69 | 39 | +30 |
|  | 5.   | Caravaggio      | 37 | 30 | 16 | 5  | 9  | 53 | 38 | +15 |
|  | 6.   | Erminio Giana   | 33 | 30 | 13 | 7  | 10 | 42 | 38 | +4  |
|  | 7.   | Concorezzese    | 32 | 30 | 12 | 8  | 10 | 46 | 33 | +13 |
|  | 7.   | Padernese       | 32 | 30 | 10 | 12 | 8  | 50 | 48 | +2  |
|  | 9.   | Fulgor Canonica | 27 | 30 | 10 | 7  | 13 | 40 | 53 | -13 |
|  | 10.  | Singer          | 26 | 30 | 8  | 10 | 12 | 46 | 66 | -20 |
|  | 11.  | Dalmine         | 23 | 30 | 6  | 11 | 13 | 39 | 54 | -15 |
|  | 12.  | Villasanta      | 22 | 30 | 7  | 8  | 15 | 41 | 56 | -15 |
|  | 13.  | Tritium         | 20 | 30 | 8  | 4  | 18 | 38 | 56 | -18 |
|  | 13.  | A.T.M.          | 20 | 30 | 5  | 10 | 15 | 32 | 59 | -27 |
|  | 15.  | Cernusco        | 19 | 30 | 6  | 7  | 17 | 36 | 71 | -35 |
|  | 16.  | Cassano         | 17 | 30 | 4  | 9  | 17 | 28 | 60 | -32 |

Legenda:
      Ammesso alle finali nazionali.
      Retrocesso in Seconda Categoria.
Regolamento:
Due punti a vittoria, uno a pareggio, zero a sconfitta.
Cernusco è ripescato.

## Girone D

### Squadre partecipanti
| Squadra                | Città (provincia)        | Stagione precedente |
| ---------------------- | ------------------------ | ------------------- |
| S.C. Antoniana         | Busto Arsizio (VA)       |                     |
| U.S. Arnatese          | Arnate di Gallarate (VA) |                     |
| G.S. Astro             | Olgiate Comasco (CO)     |                     |
| A.C. Besozzo           | Besozzo (VA)             |                     |
| G.C. Cassanesi         | Cassano Magnago (VA)     |                     |
| U.S. Castellanzese     | Castellanza (VA)         |                     |
| Pol. Gaviratese        | Gavirate (VA)            |                     |
| S.S. Gerenzanese       | Gerenzano (VA)           |                     |
| F.C. La Gazzadese      | Gazzada Schianno (VA)    |                     |
| F.B.C. Laveno Mombello | Laveno Mombello (VA)     |                     |
| U.S. Lonatese          | Lonate Pozzolo (VA)      |                     |
| F.B.C. Luino           | Luino (VA)               |                     |
| U.S. Malnatese         | Malnate (VA)             |                     |
| A.C. Parabiago         | Parabiago (MI)           |                     |
| G.S. Salus et Virtus   | Turate (CO)              |                     |
| S.S. Sommese           | Somma Lombardo (VA)      |                     |

### Classifica finale
|  | Pos. | Squadra         | Pt | G  | V  | N  | P  | GF | GS | DR  |
|  | ---- | --------------- | -- | -- | -- | -- | -- | -- | -- | --- |
|  | 1.   | Cassanesi       | 45 | 30 | 19 | 7  | 4  | 69 | 38 | +31 |
|  | 2.   | Luino           | 45 | 30 | 19 | 7  | 4  | 64 | 28 | +36 |
|  | 3.   | Parabiago       | 36 | 30 | 14 | 8  | 8  | 55 | 34 | +21 |
|  | 3.   | Antoniana       | 36 | 30 | 13 | 10 | 7  | 58 | 42 | +16 |
|  | 5.   | Salus et Virtus | 34 | 30 | 12 | 10 | 8  | 53 | 49 | +4  |
|  | 6.   | La Gazzadese    | 33 | 30 | 13 | 7  | 10 | 66 | 51 | +15 |
|  | 7.   | Laveno Mombello | 30 | 30 | 10 | 10 | 10 | 35 | 37 | -2  |
|  | 8.   | Arnatese        | 29 | 30 | 9  | 11 | 10 | 57 | 51 | +6  |
|  | 8.   | Astro           | 29 | 30 | 9  | 11 | 10 | 37 | 40 | -3  |
|  | 10.  | Sommese         | 28 | 30 | 9  | 10 | 11 | 50 | 47 | +3  |
|  | 11.  | Besozzo         | 26 | 30 | 9  | 8  | 13 | 50 | 72 | -22 |
|  | 12.  | Lonatese        | 24 | 30 | 6  | 12 | 12 | 53 | 54 | -1  |
|  | 12.  | Malnatese       | 24 | 30 | 7  | 10 | 13 | 40 | 52 | -12 |
|  | 14.  | Gerenzanese     | 22 | 30 | 7  | 8  | 15 | 46 | 71 | -25 |
|  | 15.  | Castellanzese   | 21 | 30 | 5  | 11 | 14 | 53 | 88 | -35 |
|  | 16.  | Gaviratese      | 18 | 30 | 6  | 6  | 18 | 42 | 74 | -32 |

Legenda:
      Ammesso alle finali nazionali.
      Retrocesso in Seconda Categoria.
Regolamento:
Due punti a vittoria, uno a pareggio, zero a sconfitta.
- Spareggio per il 1. posto (a Varese): Cassanesi-Luino 1-1 dts, vince la Cassanesi per sorteggio.

## Girone E

### Squadre partecipanti
| Squadra                    | Città (provincia)          | Stagione precedente |
| -------------------------- | -------------------------- | ------------------- |
| A.S. Canobbio Teloni       | Castelnuovo Scrivia (AL)   |                     |
| F.B.C. Casteggio           | Casteggio (PV)             |                     |
| U.S. Castellana            | Castel San Giovanni (PC)   |                     |
| A.C. Codogno               | Codogno (MI)               |                     |
| U.S. Fiorenzuola           | Fiorenzuola d'Arda (PC)    |                     |
| Pol. Livraga               | Livraga (MI)               |                     |
| U.S. Pontenurese           | Pontenure (PC)             |                     |
| U.S. Pontolliese           | Ponte dell'Olio (PC)       |                     |
| A.C. Pro Casale            | Casalpusterlengo (MI)      |                     |
| F.C. Pro Pavia             | Pavia                      |                     |
| A.C. Pro Piacenza          | Piacenza                   |                     |
| Ass. Ragazzi Cairoli       | Voghera (PV)               |                     |
| A.S. Sant'Angelo           | Sant'Angelo Lodigiano (MI) |                     |
| U.S. Soresinese            | Soresina (CR)              |                     |
| S.G. Stradellina Primavera | Stradella (PV)             |                     |
| G.S. Supercortemaggiore    | Cortemaggiore (PC)         |                     |

### Classifica finale
|  | Pos. | Squadra               | Pt | G  | V  | N  | P  | GF | GS | DR  |
|  | ---- | --------------------- | -- | -- | -- | -- | -- | -- | -- | --- |
|  | 1.   | Fiorenzuola           | 44 | 30 | 17 | 10 | 3  | 51 | 22 | +29 |
|  | 2.   | Codogno               | 42 | 30 | 18 | 6  | 6  | 67 | 30 | +37 |
|  | 2.   | Stradellina Primavera | 42 | 30 | 15 | 12 | 3  | 65 | 28 | +37 |
|  | 4.   | Soresinese            | 38 | 30 | 14 | 10 | 6  | 50 | 31 | +19 |
|  | 4.   | Livraga               | 38 | 30 | 15 | 8  | 7  | 54 | 37 | +17 |
|  | 6.   | Castellana            | 37 | 30 | 14 | 9  | 7  | 52 | 33 | +19 |
|  | 7.   | Ragazzi Cairoli       | 35 | 30 | 15 | 5  | 10 | 59 | 40 | +19 |
|  | 8.   | Pontolliese           | 33 | 30 | 12 | 9  | 9  | 51 | 43 | +8  |
|  | 9.   | Pontenurese           | 26 | 30 | 9  | 8  | 12 | 44 | 53 | -9  |
|  | 10.  | Pro Piacenza          | 25 | 30 | 7  | 11 | 12 | 43 | 53 | -10 |
|  | 10.  | Supercortemaggiore    | 25 | 30 | 8  | 9  | 13 | 41 | 59 | -18 |
|  | 12.  | Pro Pavia             | 22 | 30 | 7  | 8  | 15 | 34 | 52 | -18 |
|  | 13.  | Casteggio (-1)        | 21 | 30 | 7  | 8  | 15 | 42 | 68 | -26 |
|  | 14.  | Pro Casale            | 20 | 30 | 7  | 6  | 17 | 33 | 64 | -31 |
|  | 15.  | Sant'Angelo           | 19 | 30 | 4  | 11 | 15 | 27 | 50 | -23 |
|  | 16.  | Canobbio Teloni       | 12 | 30 | 3  | 6  | 21 | 28 | 78 | -50 |

Legenda:
      Ammesso alle finali nazionali.
      Retrocesso in Seconda Categoria.
Regolamento:
Due punti a vittoria, uno a pareggio, zero a sconfitta.
Note:
Casteggio ha scontato 1 punto di penalizzazione in classifica per una rinuncia.

## Girone F

### Squadre partecipanti
| Squadra               | Città (provincia)  | Stagione precedente |
| --------------------- | ------------------ | ------------------- |
| F.C. Abbiategrasso    | Abbiategrasso (MI) |                     |
| U.S. Arlunese         | Arluno (MI)        |                     |
| G.S. Banco Ambrosiano | Milano             |                     |
| U.S. Bollatese        | Bollate (MI)       |                     |
| F.B.C. Corbetta       | Corbetta (MI)      |                     |
| U.S. Corsico          | Corsico (MI)       |                     |
| D.A. Innocenti        | Milano             |                     |
| S.S. La Benvenuta     | Bollate (MI)       |                     |
| Olimpia               | Magenta (MI)       |                     |
| A.S. Pavia            | Pavia              |                     |
| A.S. Pejo Lorenteggio | Milano             |                     |
| C.S. Rizzoli          | Milano             |                     |
| Rhodense Calcistica   | Rho (MI)           |                     |
| S.S. Siemens          | Milano             |                     |
| A.S. Speranza Siltal  | Abbiategrasso (MI) |                     |
| S.S. Vela             | Mesero (MI)        |                     |

### Classifica finale
|  | Pos. | Squadra               | Pt | G  | V  | N  | P  | GF | GS | DR  |
|  | ---- | --------------------- | -- | -- | -- | -- | -- | -- | -- | --- |
|  | 1.   | Rizzoli               | 45 | 30 | 19 | 7  | 4  | 52 | 20 | +32 |
|  | 2.   | Innocenti             | 42 | 30 | 19 | 4  | 7  | 63 | 30 | +33 |
|  | 2.   | Siemens               | 42 | 30 | 18 | 6  | 6  | 49 | 27 | +22 |
|  | 4.   | Corbetta (-1)         | 39 | 30 | 16 | 8  | 6  | 52 | 27 | +25 |
|  | 5.   | Banco Ambrosiano (-1) | 33 | 30 | 14 | 6  | 10 | 58 | 46 | +12 |
|  | 6.   | Rhodense              | 32 | 30 | 13 | 6  | 11 | 46 | 50 | -4  |
|  | 7.   | La Benvenuta          | 30 | 30 | 9  | 12 | 9  | 40 | 37 | +3  |
|  | 7.   | Pavia                 | 30 | 30 | 11 | 8  | 11 | 41 | 47 | -6  |
|  | 9.   | Arlunese              | 29 | 30 | 9  | 11 | 10 | 50 | 47 | +3  |
|  | 9.   | Bollatese             | 29 | 30 | 10 | 9  | 11 | 51 | 52 | -1  |
|  | 11.  | Speranza Siltal       | 28 | 30 | 8  | 12 | 10 | 40 | 40 | 0   |
|  | 12.  | Corsico               | 24 | 30 | 9  | 6  | 15 | 35 | 49 | -14 |
|  | 12.  | Pejo Lorenteggio      | 24 | 30 | 9  | 6  | 15 | 28 | 43 | -5  |
|  | 14.  | Vela                  | 20 | 30 | 8  | 4  | 18 | 27 | 55 | -28 |
|  | 15.  | Abbiategrasso         | 18 | 30 | 6  | 6  | 18 | 38 | 64 | -26 |
|  | 16.  | Olimpia (-1)          | 12 | 30 | 2  | 9  | 19 | 20 | 56 | -36 |

Legenda:
      Ammesso alle finali nazionali.
      Retrocesso in Seconda Categoria.
Regolamento:
Due punti a vittoria, uno a pareggio, zero a sconfitta.

## Finali il titolo lombardo

### Quarti
|                          | Risultato   |             | Luogo e data                      |  |
| ------------------------ | ----------- | ----------- | --------------------------------- |  |
| Chiari                   | 1 - 0       | Trevigliese | Chiari, 29 maggio 1960            |  |
| Rizzoli                  | 0 - 0       | Fiorenzuola | Milano, 29 maggio 1960            |  |
|                          |             |             |                                   |  |
| Trevigliese              | 5 - 1       | Chiari      | Treviglio, 2 giugno 1960          |  |
| Fiorenzuola              | 1 - 0       | Rizzoli     | Fiorenzuola d'Arda, 2 giugno 1960 |  |
| Cassanesi e Aurora Desio | sorteggiate |             |                                   |  |

### Semifinali
|              | Risultato |              | Luogo e data                       |  |
| ------------ | --------- | ------------ | ---------------------------------- |  |
| Trevigliese  | 1 - 2     | Cassanesi    | Treviglio, 5 giugno 1960           |  |
| Aurora Desio | 3 - 1     | Fiorenzuola  | Desio, 5 giugno 1960               |  |
|              |           |              |                                    |  |
| Cassanesi    | 2 - 1     | Trevigliese  | Cassano Magnago, 12 giugno 1960    |  |
| Fiorenzuola  | 1-2       | Aurora Desio | Fiorenzuola d'Arda, 12 giugno 1960 |  |
|              |           |              |                                    |  |

### Finale
|              | Risultato |              | Luogo e data           |  |
| ------------ | --------- | ------------ | ---------------------- |  |
| Aurora Desio | 3 - 1     | Cassanesi    | Milano, 16 giugno 1960 |  |
| Cassanesi    | 1 - 1     | Aurora Desio | Pavia, 19 giugno 1960  |  |
|              |           |              |                        |  |

### Giornali
- Archivio della Gazzetta dello Sport, stagione 1959-1960, consultabile presso le Biblioteche:
  - Biblioteca Nazionale Braidense di Milano;
  - Biblioteca Nazionale Centrale di Firenze;
  - Biblioteca Nazionale Centrale di Roma;
  - Biblioteca Civica Berio di Genova;
  - e presso Emeroteca del C.O.N.I. di Roma (non è online ma è da consultare in sede).

### Libri
- Pietro Serina, La Sebinia - Un secolo della nostra storia, Castenedolo, Stampato da Stilgraf, settembre 2000,  p. 108.
- Tutti gli uomini del pallone - F.C. Laveno Mombello 50° di fondazione (1947-1997) Francesco Ottone.
- Pietro Serina, Bergamo in Campo - 1905-1994: il nostro calcio, i suoi numeri, Zanica (BG), L'Impronta, 1995.
- Giovanni Bottazzini e Carlo Fontanelli, Il calcio a Pavia, 1911-2011 un secolo di emozioni, GEO Edizioni, 2011.
- Giacomo Fasola e Francesco Moscatelli, Palla al calcio - cent'anni di gol nella città dei canestri, Cantù (CO), A.C. Cantù G.S. San Paolo, novembre 2010.

### Altri documenti
- Comunicati ufficiali del Comitato Regionale Lombardo della stagione 1959-1960 conservati dal Comitato Regionale Lombardia in via Pitteri a Milano.